# El Rosario (Morazán)
El Rosario o Villa El Rosario es un distrito salvadoreño del municipio de Morazán Norte, departamento de Morazán, El Salvador. De acuerdo al censo oficial de 2024, tiene una población de 1.310 habitantes.

## Historia
El nombre primitivo de esta localidad era Araute. Perteneció al curato de Gotera y en 1827 al Partido homónimo. En 1836 era conocida como Villa El Rosario, anexa al distrito de Osicala. En 1824 fue parte de San Miguel y desde 1875 ha sido parte de Morazán. En 1890 su población fue estimada en 950 habitantes.

## Información general
El distrito cubre un área de 19,12 km² y la cabecera tiene una altitud de 465 m s. n. m. El topónimo Lenca salvadoreño Araute significa «Valle Caído». Las fiestas patronales se celebran el primer domingo de octubre en honor a la Virgen del Rosario. Forma parte de la denominada «Ruta de Paz», recorrido turístico en el departamento.